# Typhloreicheia zingarensis
Typhloreicheia zingarensis is een keversoort uit de familie van de loopkevers (Carabidae). De wetenschappelijke naam van de soort is voor het eerst geldig gepubliceerd in 2003 door Magrini & Baviera.